# Csehszlovákia az 1960. évi nyári olimpiai játékokon
Csehszlovákia az olaszországi Rómában megrendezett 1960. évi nyári olimpiai játékok egyik részt vevő nemzete volt. Az országot az olimpián 13 sportágban 116 sportoló képviselte, akik összesen 8 érmet szereztek.

## Érmesek
| Érem  | Versenyző | Sportág   | Versenyszám          |
| ----- | --- | --------- | -------------------- |
| Arany | Václav Kozák Pavel Schmidt                                                                                                   | Evezés    | Férfi kétpárevezős   |
| Arany | Bohumil Němeček | Ökölvívás | Kisváltósúly         |
| Arany | Eva Bosáková | Torna     | Női gerenda          |
| Ezüst | Dana Zátopková | Atlétika  | Női gerelyhajítás    |
| Ezüst | Eva Bosáková Věra Čáslavská Hana Růžičková Matylda Šínová-Matoušková Ludmila Švédová Adolfína Tačová                         | Torna     | Női csapat összetett |
| Bronz | Bohumil Kubát | Birkózás  | Kötöttfogás, +87 kg  |
| Bronz | Bohumil Janoušek Miroslav Koníček Jan Jindra Jiří Lundák Stanislav Lusk Václav Pavkovič Luděk Pojezný Jan Švéda Josef Věntus | Evezés    | Férfi nyolcas        |
| Bronz | Josef Němec | Ökölvívás | Nehézsúly            |

## Atlétika
Férfi
| Versenyző                                                | Versenyszám     | Előfutam      | Előfutam      | Negyeddöntő   | Negyeddöntő | Elődöntő | Elődöntő | Döntő     | Döntő    |
| Versenyző                                                | Versenyszám     | Idő           | Hely.         | Idő           | Hely.       | Idő      | Hely.    | Idő       | Helyezés |
| -------------------------------------------------------- | --------------- | ------------- | ------------- | ------------- | ----------- | -------- | -------- | --------- | -------- |
| Vilém Mandlík                                            | 200 m           | nem ért célba | nem ért célba | kiesett       | kiesett     | kiesett  | kiesett  | kiesett   | kiesett  |
| Josef Trousil                                            | 400 m           | 47,4          | 4.            | kiesett       | kiesett     | kiesett  | kiesett  | kiesett   | kiesett  |
| Zdeněk Váňa                                              | 400 m           | 48,3          | 4.            | kiesett       | kiesett     | kiesett  | kiesett  | kiesett   | kiesett  |
| Jaromír Šlégr                                            | 800 m           | 1:50,1        | 5.            | kiesett       | kiesett     | kiesett  | kiesett  | kiesett   | kiesett  |
| Miroslav Jurek                                           | 5000 m          | 14:31,4       | 5.            |               |             |          |          | kiesett   | kiesett  |
| Jaroslav Bohatý                                          | 5000 m          | 14:30,0       | 7.            |               |             |          |          | kiesett   | kiesett  |
| Jaroslav Bohatý                                          | 10 000 m        |               | nem ért célba | nem ért célba |             |          |          |           |          |
| Vlastimil Brlica                                         | 3000 m akadály  | 8:59,8        | 6.            |               |             |          |          | kiesett   | kiesett  |
| Bohumír Zháňal                                           | 3000 m akadály  | 8:52,8        | 5.            |               |             |          |          | kiesett   | kiesett  |
| Pavel Kantorek                                           | Maraton         |               |               |               |             |          |          | 2:22:59,8 | 14.      |
| Ladislav Moc                                             | 20 km gyaloglás |               |               |               |             |          |          | 1:38:32,4 | 8.       |
| Ladislav Moc                                             | 50 km gyaloglás |               |               |               |             |          |          | 4:42:33,6 | 11.      |
| Josef Doležal                                            | 50 km gyaloglás |               |               |               |             |          |          | 4:51:18,6 | 17.      |
| Svätopluk Sýkora                                         | 50 km gyaloglás |               |               |               |             |          |          | 4:46:14,6 | 14.      |
| Zdeněk Váňa Jaromír Šlégr Jaroslav Jirásek Josef Trousil | 4 × 400 m váltó | 3:11,2        | 4.            |               | kiesett     | kiesett  | kiesett  | kiesett   |          |

| Versenyző       | Versenyszám   | Selejtező | Selejtező | Döntő    | Döntő    |
| Versenyző       | Versenyszám   | Eredmény  | Helyezés  | Eredmény | Helyezés |
| --------------- | ------------- | --------- | --------- | -------- | -------- |
| Jiří Lanský     | Magasugrás    | 200 cm    | =4.       | 203 cm   | =7.      |
| Rudolf Tomášek  | Rúdugrás      | 440 cm    | 6.        | 450 cm   | 8.       |
| Jan Netopilík   | Távolugrás    | 726 cm    | 22.       | kiesett  | kiesett  |
| Jaroslav Plíhal | Súlylökés     | 16,81 m   | =14.      | 17,36 m  | 10.      |
| Jiří Skobla     | Súlylökés     | 17,32 m   | 3.        | 17,39 m  | 9.       |
| Zdeněk Čihák    | Diszkoszvetés | 53,42 m   | 9.        | 53,29 m  | 13.      |
| Zdeněk Němec    | Diszkoszvetés | 52,68 m   | 17.       | 52,14 m  | 19.      |

Női
| Versenyző        | Versenyszám | Előfutam | Előfutam | Elődöntő | Elődöntő | Döntő   | Döntő    |
| Versenyző        | Versenyszám | Idő      | Hely.    | Idő      | Hely.    | Idő     | Helyezés |
| ---------------- | ----------- | -------- | -------- | -------- | -------- | ------- | -------- |
| Alena Stolzová   | 200 m       | 24,7     | 3.       | kiesett  | kiesett  | kiesett | kiesett  |
| Alena Stolzová   | 80 m gát    | 11,4     | 3.       | kiesett  | kiesett  | kiesett | kiesett  |
| Bedřiška Kulhavá | 800 m       | 2:10,1   | 5.       | kiesett  | kiesett  | kiesett | kiesett  |

| Versenyző         | Versenyszám   | Selejtező | Selejtező | Döntő    | Döntő    |
| Versenyző         | Versenyszám   | Eredmény  | Helyezés  | Eredmény | Helyezés |
| ----------------- | ------------- | --------- | --------- | -------- | -------- |
| Vlasta Přikrylová | Távolugrás    | 564 cm    | 22.       | kiesett  | kiesett  |
| Věra Černá        | Súlylökés     | 14,51 m   | 11.       | 15,06 m  | 9.       |
| Štěpánka Mertová  | Diszkoszvetés | 49,34 m   | 8.        | 48,28 m  | 11.      |
| Jiřina Vobořilová | Diszkoszvetés | 49,86 m   | 6.        | 50,12 m  | 8.       |
| Vlasta Pešková    | Gerelyhajítás | 50,61 m   | 5.        | 52,56 m  | 4.       |
| Dana Zátopková    | Gerelyhajítás | 51,64 m   | 2.        | 53,78 m  |          |

## Birkózás
Kötöttfogású
| Versenyző      | Versenyszám | 1. forduló                       | 1. forduló | 1. forduló | 2. forduló                         | 2. forduló | 2. forduló | 3. forduló                         | 3. forduló | 3. forduló | 4. forduló                    | 4. forduló | 4. forduló | 5. forduló                 | 5. forduló | 5. forduló | 6. forduló        | 6. forduló | 6. forduló | Döntő                   | Döntő   | Döntő   | Helyezés |
| Versenyző      | Versenyszám | Ellenfél Eredmény                | Pont       | Hely.      | Ellenfél Eredmény                  | Pont       | Hely.      | Ellenfél Eredmény                  | Pont       | Hely.      | Ellenfél Eredmény             | Pont       | Hely.      | Ellenfél Eredmény          | Pont       | Hely.      | Ellenfél Eredmény | Pont       | Hely.      | Ellenfél Eredmény       | Pont    | Hely.   | Helyezés |
| -------------- | ----------- | -------------------------------- | ---------- | ---------- | ---------------------------------- | ---------- | ---------- | ---------------------------------- | ---------- | ---------- | ----------------------------- | ---------- | ---------- | -------------------------- | ---------- | ---------- | ----------------- | ---------- | ---------- | ----------------------- | ------- | ------- | -------- |
| Jiří Švec      | 57 kg       | Ali Bani Hashemi (IRI) · 1-3     | 1          | =6.        | Mikhail Theodoropoulos (GRE) · 1-3 | 2          | =6.        | Franz Brunner (AUT) · 1-3          | 3          | =4.        | Dinko Petrov (BUL) · 2-2      | 5          | =5.        | Edvin Vesterby (SWE) · 2-2 | 7          | =4.        |                   |            |            | kiesett                 | kiesett | kiesett | 5.       |
| Vojtech Tóth   | 62 kg       | Jean Schintgen (LUX) · kétvállas | 0          | =1.        | Elie Naasan (LIB) · 2-2            | 2          | =6.        | Moustafa Hamil Mansour (RAU) · 1-3 | 3          | 7.         | Lee Allen (USA) · 1-3         | 4          | =5.        | Polyák Imre (HUN) · 3-1    | 7          | =6.        | kiesett           | kiesett    | kiesett    | kiesett                 | kiesett | kiesett | 6.       |
| Karel Matoušek | 67 kg       | erőnyerő                         | 0          | =1.        | Mario De Silva (ITA) · 1-3         | 1          | =1.        | Anastasios Mousidis (GRE) · 1-3    | 2          | 1.         | Jacques Pourtau (FRA) · 1-3   | 3          | 1.         | Gustaf Freij (SWE) · 3-1   | 6          | =3.        |                   |            |            | kiesett                 | kiesett | kiesett | 4.       |
| Jiří Kormaník  | 79 kg       | André Lamy (FRA) · 1-3           | 1          | =6.        | Mansour Hazrati (IRI) · 1-3        | 2          | =7.        | Lothar Metz (EUA) · 2-2            | 4          | =8.        | Kazım Ayvaz (TUR) · kétvállas | 8          | 9.         | kiesett                    | kiesett    | kiesett    | kiesett           | kiesett    | kiesett    | kiesett                 | kiesett | kiesett | 9.       |
| Bohumil Kubát  | +87 kg      | Kanji Shigeoka (JPN) · kétvállas | 0          | =1.        | Viktor Ahven (FIN) · 1-3           | 1          | =1.        | Wilfried Dietrich (EUA) · 2-2      | 3          | =2.        |                               |            |            |                            |            |            |                   |            |            | Ivan Bohdan (URS) · 2-2 | 5       | 3.      |          |

## Evezés
| Versenyző | Versenyszám              | Előfutam | Előfutam | Vigaszág | Vigaszág | Elődöntő | Elődöntő | Döntő   | Döntő   | Helyezés    |
| Versenyző | Versenyszám              | Idő      | Hely.    | Idő      | Hely.    | Idő      | Hely.    | Idő     | Hely.   | Helyezés    |
| --- | ------------------------ | -------- | -------- | -------- | -------- | -------- | -------- | ------- | ------- | ----------- |
| Václav Kozák Pavel Schmidt | Kétpárevezős             | 6:51,47  | 1.       | erőnyerő | erőnyerő |          |          | 6:47,50 | 1.      |             |
| Václav Chalupa Miroslav Strejček František Staněk (kormányos)                                                                            | Kormányos kettes         | 7:47,60  | 3.       | 7:40,98  | 2.       |          |          | kiesett | kiesett | helyezetlen |
| Jindřich Blažek Miroslav Jíška René Líbal Jaroslav Starosta                                                                              | Kormányos nélküli négyes | 6:36,65  | 1.       | erőnyerő | erőnyerő |          |          | 6:34,30 | 4.      | 4.          |
| Pavel Hofmann Richard Nový Petr Pulkrábek Oldřich Tikal Miroslav Koníček (kormányos)                                                     | Kormányos négyes         | 6:47,03  | 1.       | erőnyerő | erőnyerő | 7:19,71  | 6.       | kiesett | kiesett | helyezetlen |
| Bohumil Janoušek Jan Jindra Jiří Lundák Stanislav Lusk Václav Pavkovič Luděk Pojezný Jan Švéda Josef Věntus Miroslav Koníček (kormányos) | Nyolcas                  | 6:13,08  | 1.       | erőnyerő | erőnyerő |          |          | 6:04,84 | 3.      |             |

## Kajak-kenu
Férfi
| Versenyző                                                               | Versenyszám           | Előfutam | Előfutam | Vigaszág | Vigaszág | Elődöntő | Elődöntő | Döntő   | Döntő    |
| Versenyző                                                               | Versenyszám           | Idő      | Hely.    | Idő      | Hely.    | Idő      | Hely.    | Idő     | Helyezés |
| ----------------------------------------------------------------------- | --------------------- | -------- | -------- | -------- | -------- | -------- | -------- | ------- | -------- |
| Ladislav Čepčianský                                                     | Kajak egyes 1000 m    | 4:07,83  | 4.       | 4:11,39  | 1.       | 4:07,75  | 4.       | kiesett | kiesett  |
| František Říha František Vršovský                                       | Kajak kettes 1000 m   | 3:45,49  | 2.       | erőnyerő | erőnyerő | 3:50,40  | 2.       | 3:40,78 | 6.       |
| Ladislav Čepčianský Miroslav Pavelec Vladimír Špaček František Vršovský | Kajak váltó 4 × 500 m | kizárták | kizárták | kiesett  | kiesett  | kiesett  | kiesett  | kiesett | kiesett  |
| Tibor Polakovič                                                         | Kenu egyes 1000 m     | 4:38,25  | 3.       | erőnyerő | erőnyerő | 4:37,94  | 2.       | 4:39,28 | 5.       |
| Jiří Kodeš Václav Vokál                                                 | Kenu kettes 1000 m    | 4:38,59  | 4.       | 4:44,20  | 1.       |          |          | 4:27,66 | 5.       |

Női
| Versenyző               | Versenyszám        | Előfutam | Előfutam | Vigaszág | Vigaszág | Elődöntő | Elődöntő | Döntő   | Döntő    |
| Versenyző               | Versenyszám        | Idő      | Hely.    | Idő      | Hely.    | Idő      | Hely.    | Idő     | Helyezés |
| ----------------------- | ------------------ | -------- | -------- | -------- | -------- | -------- | -------- | ------- | -------- |
| Eva Kutová              | Kajak egyes 500 m  | 2:16,35  | 5.       | 2:17,87  | 1.       | 2:16,90  | 3.       | 2:15,30 | 8.       |
| Eva Kutová Eva Kolínská | Kajak kettes 500 m | 2:04,22  | 3.       | erőnyerő | erőnyerő |          |          | 2:02,76 | 8.       |

## Kerékpározás

### Pálya-kerékpározás
Tandem
| Versenyző                        | Versenyszám     | 1. forduló                                             | Vigaszág selejtező   | Vigaszág döntő       | Negyeddöntő                                                             | Elődöntő             | Döntő                | Helyezés |
| Versenyző                        | Versenyszám     | Ellenfél Győztes idő                                   | Ellenfél Győztes idő | Ellenfél Győztes idő | Ellenfél Győztes idő                                                    | Ellenfél Győztes idő | Ellenfél Győztes idő | Helyezés |
| -------------------------------- | --------------- | ------------------------------------------------------ | -------------------- | -------------------- | ----------------------------------------------------------------------- | -------------------- | -------------------- | -------- |
| Juraj Miklušica Dušan Škvarenina | Férfi kétüléses | Dél-afrikai Unió (RSA) · Syd Byrnes · Les Haupt · 11,0 |                      |                      | Egyesült Német Csapat (EUA) · Jürgen Simon · Lothar Stäber · 11,0, 10,8 | kiesett              | kiesett              | 5.       |

Üldözőverseny
| Versenyző                                                | Versenyszám  | Selejtező                                                                                  | Selejtező | Selejtező | Negyeddöntő                                                                                  | Negyeddöntő | Negyeddöntő | Elődöntő     | Elődöntő  | Elődöntő | Döntő        | Döntő     | Helyezés |
| Versenyző                                                | Versenyszám  | Ellenfél Idő                                                                               | Saját idő | Hely.     | Ellenfél Idő                                                                                 | Saját idő   | Hely.       | Ellenfél Idő | Saját idő | Hely.    | Ellenfél Idő | Saját idő | Helyezés |
| -------------------------------------------------------- | ------------ | ------------------------------------------------------------------------------------------ | --------- | --------- | -------------------------------------------------------------------------------------------- | ----------- | ----------- | ------------ | --------- | -------- | ------------ | --------- | -------- |
| Slavoj Černý Jan Chlístovský Ferdinand Duchoň Josef Volf | Férfi csapat | Ausztrália (AUS) · Frank Brazier · Garry Jones · Warren Scarfe · Robert Whetters · 4:48,55 | 4:42,60   | 1.        | Franciaország (FRA) · Guy Claud · Marcel Delattre · Michel Nédélec · Jacques Suire · 4:30,82 | 4:38,73     | 2.          | kiesett      | kiesett   | kiesett  | kiesett      | kiesett   | 5.       |

## Kosárlabda
| Csehszlovák férfi kosárlabdacsapat-játékoskeret                                                           | Csehszlovák férfi kosárlabdacsapat-játékoskeret                                                          |
| --- | --- |
| - Jiří Baumruk - Zdeněk Bobrovský - Jindřich Kinský - Zdeněk Konečný - František Konvička - Boris Lukášik | - Dušan Lukášik - Vladimír Pištělák - Bohuslav Rylich - Jiří Šťastný - Jaroslav Tetiva - Bohumil Tomášek |

### Eredmények
Csoportkör
B csoport
| Csapat              | M | Gy | V | P+  | P–  | Pk |
| ------------------- | - | -- | - | --- | --- | -- |
| Csehszlovákia (TCH) | 3 | 2  | 1 | 201 | 192 | +9 |
| Jugoszlávia (YUG)   | 3 | 2  | 1 | 193 | 199 | –6 |
| Franciaország (FRA) | 3 | 1  | 2 | 187 | 190 | –3 |
| Bulgária (BUL)      | 3 | 1  | 2 | 209 | 209 | 0  |

| 1960. augusztus 26. 17:30 | Csehszlovákia (TCH) | 56 – 53 | Franciaország (FRA) |  |
| 1960. augusztus 26. 17:30 | (26 – 22)           |         |                     |  |

| 1960. augusztus 27. 10:30 | Bulgária (BUL) | 75 – 69 | Csehszlovákia (TCH) |  |
| 1960. augusztus 27. 10:30 | (39 – 43)      |         |                     |  |

| 1960. augusztus 29. 10:30 | Csehszlovákia (TCH) | 76 – 64 | Jugoszlávia (YUG) |  |
| 1960. augusztus 29. 10:30 | (40 – 35)           |         |                   |  |

Középdöntő
E csoport
| Csapat              | M | Gy | V | P+  | P–  | Pk  |
| ------------------- | - | -- | - | --- | --- | --- |
| Brazília (BRA)      | 3 | 3  | 0 | 240 | 221 | +19 |
| Olaszország (ITA)   | 3 | 2  | 1 | 226 | 216 | +10 |
| Csehszlovákia (TCH) | 3 | 1  | 2 | 236 | 237 | –1  |
| Lengyelország (POL) | 3 | 0  | 3 | 211 | 239 | –28 |

| 1960. szeptember 1. 23:00 | Csehszlovákia (TCH) | 88 – 75 | Lengyelország (POL) |  |
| 1960. szeptember 1. 23:00 | (44 – 30)           |         |                     |  |

| 1960. szeptember 2. 23:00 | Olaszország (ITA) | 77 – 70 | Csehszlovákia (TCH) |  |
| 1960. szeptember 2. 23:00 | (37 – 34)         |         |                     |  |

| 1960. szeptember 3. 21:30 | Brazília (BRA) | 85 – 78 | Csehszlovákia (TCH) |  |
| 1960. szeptember 3. 21:30 | (43 – 30)      |         |                     |  |

Az 5–8. helyért
| 1960. szeptember 7. 21:00 | Csehszlovákia (TCH) | 98 – 72 | Uruguay (URU) |  |
| 1960. szeptember 7. 21:00 | (42 – 36)           |         |               |  |

| 1960. szeptember 9. 22:30 | Csehszlovákia (TCH) | 98 – 93 | Jugoszlávia (YUG) |  |
| 1960. szeptember 9. 22:30 | (38 – 45)           |         |                   |  |

A táblázat tartalmazza a középdöntőben lejátszott Csehszlovákia – Lengyelország 88–75-ös eredményt.
| Csapat              | M | Gy | V | P+  | P–  | Pk  |
| ------------------- | - | -- | - | --- | --- | --- |
| Csehszlovákia (TCH) | 3 | 3  | 0 | 284 | 240 | +44 |
| Jugoszlávia (YUG)   | 3 | 2  | 1 | 282 | 262 | +20 |
| Lengyelország (POL) | 3 | 1  | 2 | 220 | 245 | –25 |
| Uruguay (URU)       | 3 | 0  | 3 | 217 | 256 | –39 |

| Csapat              | Helyezés |
| ------------------- | -------- |
| Csehszlovákia (TCH) | 5.       |

## Lovaglás
Díjlovaglás
| Versenyző         | Ló  | Versenyszám | Selejtező | Selejtező | Döntő   | Döntő   | Végeredmény | Végeredmény |
| Versenyző         | Ló  | Versenyszám | Pont      | Hely.     | Pont    | Hely.   | Pont        | Helyezés    |
| ----------------- | --- | ----------- | --------- | --------- | ------- | ------- | ----------- | ----------- |
| František Šembera | Ivo | Egyéni      | 832,0     | 14.       | kiesett | kiesett | 832,0       | 14.         |

Lovastusa
| Versenyző        | Ló   | Versenyszám | Díjlovaglás | Díjlovaglás | Tereplovaglás | Tereplovaglás | Díjugratás | Díjugratás | Végeredmény | Végeredmény |
| Versenyző        | Ló   | Versenyszám | Bünt.       | Hely.       | Bünt.         | Hely.         | Bünt.      | Hely.      | Bünt.       | Helyezés    |
| ---------------- | ---- | ----------- | ----------- | ----------- | ------------- | ------------- | ---------- | ---------- | ----------- | ----------- |
| František Hrúzik | Omen | Egyéni      | -140,50     | =49.        | kizárták      | kizárták      | kiesett    | kiesett    | kiesett     | kiesett     |

## Műugrás
Férfi
| Versenyző   | Versenyszám        | Selejtező | Selejtező | Elődöntő | Elődöntő | Elődöntő | Döntő   | Döntő   | Döntő    |
| Versenyző   | Versenyszám        | Pont      | Helyezés  | Pont     | Össz.    | Helyezés | Pont    | Össz.   | Helyezés |
| ----------- | ------------------ | --------- | --------- | -------- | -------- | -------- | ------- | ------- | -------- |
| Tomáš Bauer | Egyéni műugrás     | 49,92     | 21.       | kiesett  | kiesett  | kiesett  | kiesett | kiesett | kiesett  |
| Tomáš Bauer | Egyéni toronyugrás | 46,06     | 21.       | kiesett  | kiesett  | kiesett  | kiesett | kiesett | kiesett  |

## Ökölvívás
| Versenyző       | Versenyszám  | Selejtező         | 32-es főtábla             | Nyolcaddöntő             | Negyeddöntő                 | Elődöntő                      | Döntő                       | Helyezés |
| Versenyző       | Versenyszám  | Ellenfél Eredmény | Ellenfél Eredmény         | Ellenfél Eredmény        | Ellenfél Eredmény           | Ellenfél Eredmény             | Ellenfél Eredmény           | Helyezés |
| --------------- | ------------ | ----------------- | ------------------------- | ------------------------ | --------------------------- | ----------------------------- | --------------------------- | -------- |
| Jozef Töre      | Könnyűsúly   | erőnyerő          | Abel Laudonio (ARG) · 0-5 | kiesett                  | kiesett                     | kiesett                       | kiesett                     | 17.      |
| Bohumil Němeček | Kisváltósúly | erőnyerő          | Rupert König (AUT) · 3-2  | Bernie Meli (IRL) · 5-0  | Piero Brandi (ITA) · 4-1    | Quincy Daniels (USA) · 5-0    | Clement Quartey (GHA) · 5-0 |          |
| Josef Němec     | Nehézsúly    |                   | erőnyerő                  | David Thomas (GBR) · 3-2 | Percy Price Jr. (USA) · 4-1 | Franco De Piccoli (ITA) · 1-4 | kiesett                     |          |

## Sportlövészet
Férfi
| Versenyző         | Versenyszám                    | Selejtező | Selejtező | Selejtező | Döntő   | Döntő    |
| Versenyző         | Versenyszám                    | Csoport   | Pont      | Helyezés  | Pont    | Helyezés |
| ----------------- | ------------------------------ | --------- | --------- | --------- | ------- | -------- |
| Josef Šváb        | Gyorstüzelő pisztoly           |           |           |           | 581     | 9.       |
| Jiří Hrneček      | Gyorstüzelő pisztoly           |           |           |           | 582     | 8.       |
| Jiří Hrneček      | Szabadpisztoly                 | B         | 366       | 2.        | 513     | 47.      |
| Vladimír Kudrna   | Szabadpisztoly                 | A         | 376       | 1.        | 545     | 7.       |
| František Prokop  | Szabadpuska, összetett (300 m) | A         | 543       | 12.       | 1101    | 15.      |
| Vladimír Stibořík | Szabadpuska, összetett (300 m) | B         | 564       | 2.        | 1123    | 6.       |
| Otakar Hořínek    | Sportpuska, összetett          | A         | 566       | 2.        | 1133    | 10.      |
| Otakar Hořínek    | Sportpuska, fekvő              | B         | 384       | 13.       | 578     | 28.      |
| Dušan Houdek      | Sportpuska, fekvő              | A         | 376       | 37.       | kiesett | =68.     |
| Dušan Houdek      | Sportpuska, összetett          | B         | 558       | 8.        | 1139    | 4.       |
| Josef Hrach       | Trap                           |           | 92        | =11.      | 170     | 29.      |
| Václav Zavázal    | Trap                           |           | 87        | =27.      | 166     | =32.     |

## Súlyemelés
| Versenyző     | Versenyszám | Nyomás   | Nyomás   | Szakítás | Szakítás | Lökés    | Lökés    | Összesen | Helyezés |
| Versenyző     | Versenyszám | Eredmény | Helyezés | Eredmény | Helyezés | Eredmény | Helyezés | Összesen | Helyezés |
| ------------- | ----------- | -------- | -------- | -------- | -------- | -------- | -------- | -------- | -------- |
| Zdeněk Otáhal | 67,5 kg     | 115,0    | =4.      | 107,5    | =9.      | 140,0    | =8.      | 362,5    | 7.*      |
| Zdeněk Srstka | 90 kg       | 122,5    | 14.      | 127,5    | 6.       | 155,0    | =10.     | 405,0    | 9.       |
| Václav Syrový | +90 kg      | 145,0    | 8.       | 127,5    | =8.      | 172,5    | =5.      | 445,0    | 8.       |

* - egy másik versenyzővel azonos eredményt ért el

## Torna
Férfi
| Versenyző                                                                               | Versenyszám      | Selejtező | Selejtező | Döntő    | Döntő    |
| Versenyző                                                                               | Versenyszám      | Pontszám  | Helyezés  | Pontszám | Helyezés |
| --------------------------------------------------------------------------------------- | ---------------- | --------- | --------- | -------- | -------- |
| Jaroslav Bím                                                                            | Talaj            | 18,15     | =60.      | kiesett  | kiesett  |
| Jaroslav Bím                                                                            | Ugrás            | 18,20     | =39.      | kiesett  | kiesett  |
| Jaroslav Bím                                                                            | Korlát           | 18,80     | =19.      | kiesett  | kiesett  |
| Jaroslav Bím                                                                            | Nyújtó           | 18,75     | =22.      | kiesett  | kiesett  |
| Jaroslav Bím                                                                            | Gyűrű            | 18,60     | =36.      | kiesett  | kiesett  |
| Jaroslav Bím                                                                            | Lólengés         | 18,50     | =33.      | kiesett  | kiesett  |
| Jaroslav Bím                                                                            | Egyéni összetett |           |           | 111,00   | 23.      |
| Ferdinand Daniš                                                                         | Talaj            | 18,70     | =19.      | kiesett  | kiesett  |
| Ferdinand Daniš                                                                         | Ugrás            | 18,35     | =28.      | kiesett  | kiesett  |
| Ferdinand Daniš                                                                         | Korlát           | 18,80     | =19.      | kiesett  | kiesett  |
| Ferdinand Daniš                                                                         | Nyújtó           | 19,15     | 11.       | kiesett  | kiesett  |
| Ferdinand Daniš                                                                         | Gyűrű            | 18,80     | =21.      | kiesett  | kiesett  |
| Ferdinand Daniš                                                                         | Lólengés         | 18,30     | =42.      | kiesett  | kiesett  |
| Ferdinand Daniš                                                                         | Egyéni összetett |           |           | 112,10   | 15.      |
| Pavel Gajdoš                                                                            | Talaj            | 18,35     | =35.      | kiesett  | kiesett  |
| Pavel Gajdoš                                                                            | Ugrás            | 18,45     | =20.      | kiesett  | kiesett  |
| Pavel Gajdoš                                                                            | Korlát           | 18,25     | =52.      | kiesett  | kiesett  |
| Pavel Gajdoš                                                                            | Nyújtó           | 18,55     | =33.      | kiesett  | kiesett  |
| Pavel Gajdoš                                                                            | Gyűrű            | 18,30     | =52.      | kiesett  | kiesett  |
| Pavel Gajdoš                                                                            | Lólengés         | 18,70     | =18.      | kiesett  | kiesett  |
| Pavel Gajdoš                                                                            | Egyéni összetett |           |           | 110,60   | =28.     |
| Ladislav Pazdera                                                                        | Talaj            | 18,35     | =35.      | kiesett  | kiesett  |
| Ladislav Pazdera                                                                        | Ugrás            | 17,55     | =89.      | kiesett  | kiesett  |
| Ladislav Pazdera                                                                        | Korlát           | 18,05     | =66.      | kiesett  | kiesett  |
| Ladislav Pazdera                                                                        | Nyújtó           | 18,30     | =54.      | kiesett  | kiesett  |
| Ladislav Pazdera                                                                        | Gyűrű            | 18,40     | =46.      | kiesett  | kiesett  |
| Ladislav Pazdera                                                                        | Lólengés         | 18,20     | =48.      | kiesett  | kiesett  |
| Ladislav Pazdera                                                                        | Egyéni összetett |           |           | 108,85   | 54.      |
| Jaroslav Šťastný                                                                        | Talaj            | 19,00     | =4.       | 19,050   | 6.       |
| Jaroslav Šťastný                                                                        | Ugrás            | 18,45     | =20.      | kiesett  | kiesett  |
| Jaroslav Šťastný                                                                        | Korlát           | 18,40     | =42.      | kiesett  | kiesett  |
| Jaroslav Šťastný                                                                        | Nyújtó           | 18,90     | 16.       | kiesett  | kiesett  |
| Jaroslav Šťastný                                                                        | Gyűrű            | 17,95     | =77.      | kiesett  | kiesett  |
| Jaroslav Šťastný                                                                        | Lólengés         | 18,80     | =12.      | kiesett  | kiesett  |
| Jaroslav Šťastný                                                                        | Egyéni összetett |           |           | 111,50   | =18.     |
| Josef Trmal                                                                             | Talaj            | 18,45     | =30.      | kiesett  | kiesett  |
| Josef Trmal                                                                             | Ugrás            | 18,40     | =26.      | kiesett  | kiesett  |
| Josef Trmal                                                                             | Korlát           | 18,10     | =60.      | kiesett  | kiesett  |
| Josef Trmal                                                                             | Nyújtó           | 18,05     | =65.      | kiesett  | kiesett  |
| Josef Trmal                                                                             | Gyűrű            | 18,95     | =16.      | kiesett  | kiesett  |
| Josef Trmal                                                                             | Lólengés         | 18,30     | =42.      | kiesett  | kiesett  |
| Josef Trmal                                                                             | Egyéni összetett |           |           | 110,25   | =33.     |
| Jaroslav Bím Ferdinand Daniš Pavel Gajdoš Ladislav Pazdera Jaroslav Šťastný Josef Trmal | Csapat összetett |           |           | 557,15   | 4.       |

Női
| Versenyző                                                                                            | Versenyszám      | Selejtező | Selejtező | Döntő    | Döntő    |
| Versenyző                                                                                            | Versenyszám      | Pontszám  | Helyezés  | Pontszám | Helyezés |
| --- | ---------------- | --------- | --------- | -------- | -------- |
| Eva Bosáková                                                                                         | Talaj            | 19,166    | 6.        | 19,383   | 4.       |
| Eva Bosáková                                                                                         | Ugrás            | 17,999    | =36.      | kiesett  | kiesett  |
| Eva Bosáková                                                                                         | Felemás korlát   | 18,866    | =17.      | kiesett  | kiesett  |
| Eva Bosáková                                                                                         | Gerenda          | 19,166    | 1.        | 19,283   |          |
| Eva Bosáková                                                                                         | Egyéni összetett |           |           | 75,197   | 10.      |
| Věra Čáslavská                                                                                       | Talaj            | 19,100    | =9.       | kiesett  | kiesett  |
| Věra Čáslavská                                                                                       | Ugrás            | 18,699    | 7.        | kiesett  | kiesett  |
| Věra Čáslavská                                                                                       | Felemás korlát   | 18,733    | 21.       | kiesett  | kiesett  |
| Věra Čáslavská                                                                                       | Gerenda          | 18,766    | 6.        | 19,083   | 6.       |
| Věra Čáslavská                                                                                       | Egyéni összetett |           |           | 75,298   | 8.       |
| Hana Růžičková                                                                                       | Talaj            | 18,600    | =33.      | kiesett  | kiesett  |
| Hana Růžičková                                                                                       | Ugrás            | 17,866    | =44.      | kiesett  | kiesett  |
| Hana Růžičková                                                                                       | Felemás korlát   | 17,966    | =58.      | kiesett  | kiesett  |
| Hana Růžičková                                                                                       | Gerenda          | 18,300    | =26.      | kiesett  | kiesett  |
| Hana Růžičková                                                                                       | Egyéni összetett |           |           | 72,732   | 33.      |
| Matylda Šínová-Matoušková                                                                            | Talaj            | 18,366    | =50.      | kiesett  | kiesett  |
| Matylda Šínová-Matoušková                                                                            | Ugrás            | 18,033    | 33.       | kiesett  | kiesett  |
| Matylda Šínová-Matoušková                                                                            | Felemás korlát   | 18,666    | =24.      | kiesett  | kiesett  |
| Matylda Šínová-Matoušková                                                                            | Gerenda          | 18,200    | 33.       | kiesett  | kiesett  |
| Matylda Šínová-Matoušková                                                                            | Egyéni összetett |           |           | 73,265   | 26.      |
| Ludmila Švédová                                                                                      | Talaj            | 18,800    | =21.      | kiesett  | kiesett  |
| Ludmila Švédová                                                                                      | Ugrás            | 18,499    | =10.      | kiesett  | kiesett  |
| Ludmila Švédová                                                                                      | Felemás korlát   | 18,633    | =26.      | kiesett  | kiesett  |
| Ludmila Švédová                                                                                      | Gerenda          | 18,633    | 10.       | kiesett  | kiesett  |
| Ludmila Švédová                                                                                      | Egyéni összetett |           |           | 74,565   | 13.      |
| Adolfína Tačová                                                                                      | Talaj            | 18,900    | 17.       | kiesett  | kiesett  |
| Adolfína Tačová                                                                                      | Ugrás            | 18,766    | =4.       | 18,783   | 4.       |
| Adolfína Tačová                                                                                      | Felemás korlát   | 18,466    | =37.      | kiesett  | kiesett  |
| Adolfína Tačová                                                                                      | Gerenda          | 18,432    | 15.       | kiesett  | kiesett  |
| Adolfína Tačová                                                                                      | Egyéni összetett |           |           | 74,564   | 14.      |
| Eva Bosáková Věra Čáslavská Hana Růžičková Matylda Šínová-Matoušková Ludmila Švédová Adolfína Tačová | Csapat összetett |           |           | 373,323  |          |

## Úszás
Férfi
| Versenyző        | Versenyszám    | Előfutam | Előfutam | Előfutam | Elődöntő | Elődöntő | Elődöntő | Döntő   | Döntő    |
| Versenyző        | Versenyszám    | Idő      | Hely.    | Össz.    | Idő      | Hely.    | Össz.    | Idő     | Helyezés |
| ---------------- | -------------- | -------- | -------- | -------- | -------- | -------- | -------- | ------- | -------- |
| Vítězslav Svozil | 200 m mell     | 2:42,4   | 5.       | 15.*     | kiesett  | kiesett  | kiesett  | kiesett | kiesett  |
| Pavel Pazdírek   | 200 m pillangó | 2:24,2   | 3.       | 12.      | 2:23,5   | 5.       | 9.       | kiesett | kiesett  |

| Versenyző        | Versenyszám | Szétúszás az elődöntőért | Szétúszás az elődöntőért |
| Versenyző        | Versenyszám | Idő                      | Helyezés                 |
| ---------------- | ----------- | ------------------------ | ------------------------ |
| Vítězslav Svozil | 200 m mell  | 2:41,7                   | 3.                       |

Női
| Versenyző       | Versenyszám | Előfutam | Előfutam | Előfutam | Döntő   | Döntő    |
| Versenyző       | Versenyszám | Idő      | Hely.    | Össz.    | Idő     | Helyezés |
| --------------- | ----------- | -------- | -------- | -------- | ------- | -------- |
| Marta Kadlecová | 200 m mell  | 3:01,7   | 6.       | 18.      | kiesett | kiesett  |

* - két másik versenyzővel azonos időt ért el